# アメリカサイバー軍
アメリカサイバー軍（アメリカサイバーぐん、United States Cyber Command; USCYBERCOM）は、アメリカ軍のサイバー戦を担当する統合軍である。

## 概要
統合軍隷下に置かれる副統合軍（sub-unified command）の一つとして創設され、指揮系統としては戦略軍の下に属していた。 
サイバー軍は、戦略軍隷下に置かれていた地球規模ネットワーク作戦担当統合タスクフォース（Joint Task Force for Global Network Operations, 略称:JTF-GNO) とネットワーク戦担当統合機能部隊（Joint Functional Component Command for Network Warfare, 略称:JFCC-NW) という二つの既存の副統合軍の任務を統合・再編する形で創設された部隊である。2010年5月21日にメリーランド州フォート・ミード陸軍基地で公式に始動し、およそ5か月後の2010年10月31日に完全な作戦能力を有する部隊となった。サイバー軍の創設により、JTF-GNOおよびJFCC-NWの2部隊は2010年10月をもって解体された。また、JTF-GNOを運用し、サイバー軍創設後はネットワーク関連の技術支援と情報保証をCYBERCOMに提供することになるアメリカ国防情報システム局も、2011年9月をもってヴァージニア州アーリントンからフォート・ミードに移転した。
2018年5月4日、統合軍に格上げされた。

### 「実戦」への投入
2022年ロシアのウクライナ侵攻に対して、ポール・ナカソネ司令官兼アメリカ国家安全保障局（NSA）長官は、ウクライナを支援するためロシア連邦に対して「攻撃」と防衛、情報収集を含む一連の作戦を実施した述べたインタビューを英国Sky Newsテレビが同年6月1日に放映した。作戦はアメリカ合衆国国防総省による文民統制下で合法的に実施されと説明し、ホワイトハウス報道官カリーヌ・ジャン＝ピエールは同日、ロシアとの直接的な軍事衝突を避ける米国の従来方針に反するのではないかとの記者会見での質問に「我々はそのようには考えていない」と述べた。米軍がサイバー攻撃の実施を認めたのはこれが初めてとされる。

## 任務
2010年5月21日付で公表されたUSCYBERCOMに関するファクト・シート（概況報告書）によれば、USCYBERCOMの任務は以下のように規定されている。
USCYBERCOMのエンブレムの、内側の金色の輪には “9ec4c12949a4f31474f299058ce2b22a” という32文字のテキストが描かれているが、この32文字のテキストは上掲の任務規定を、ハッシュ関数の一種であるMD5ハッシュを用いて出力した値である。
USCYBERCOMの各構成部隊は、例えば（敵対国・敵対者の）コンピュータネットワークを破壊する任務や、敵対国・敵対者のコンピュータに侵入し、データを盗んだり操作する任務（いわゆるクラッキング）、（敵対国・敵対国の）管理システム系統を制圧する任務など、種々のコンピュータネットワークアタック（CNA, 日本語的に言えばコンピュータネットワークに対する攻撃）を担当する。

## 設立の経緯
2009年6月23日、ロバート・ゲーツ国防長官は、従来からサイバー作戦・防衛任務を担っていた戦略軍の当時の司令官、ケヴィン・P・チルトン空軍大将に対して、新たにアメリカサイバー軍（USCYBERCOM）を設立するよう指示した。その後設立に向けた準備が進められ、翌年2010年5月21日に初期作戦能力（Initial Operational Capability, IOC）の整備・付与が完了したことにより、USCYBERCOMは公式に始動する運びとなった。同日USCYBERCOMの本拠地となるメリーランド州フォート・ミード陸軍基地で挙行された活動開始式典（activation ceremony）には、ゲーツ国防長官のほか中央軍司令官（当時）のデイヴィッド・ペトレイアス陸軍大将が同席した。
USCYBERCOMの任務は、国防総省に関係するあらゆる範囲のサイバー空間作戦を融合させると共に、上掲の任務規定にも示されている以下の4つの主要任務
- 国防総省の特定の情報ネットワークに対する日々の防衛・保護活動を指揮する。
- 軍事作戦に（サイバー上の）支援を付与することにより、国防総省と連携する。
- 国防総省の特定の情報ネットワークに関連する（日々の防衛・保護活動とは異なる）作戦・防衛活動を指揮する。
- 国防総省の特定の情報ネットワークに関連する（日々の防衛・保護活動とは異なる）作戦・防衛活動の際に、全範囲的な軍事的サイバー空間作戦を展開することができるよう必要な準備を行う。

に関する活動を計画し、調整し、統合し、同期させ、遂行することにある。すなわちUSCYBERCOMには、アメリカ軍の既存のサイバー空間リソースを統合し、その既存リソース統合によって現存しない相乗作用・効果を発現させ、さらには情報セキュリティ環境の防御の際に、その戦争遂行効果（防御効果）を同期（シンクロ）させることが期待されている。
これに関連してUSCYBERCOMには、サイバー空間作戦に関する各軍の部隊をUSCYBERCOMの下に集約することによって、国防総省のサイバー空間における作戦・防御能力を強化すると共に、国防総省が有するサイバー空間作戦関係の技術力についても集約・強化することを目指している。その集約・強化の結果として、USCYBERCOMには弾力的で信頼できる情報・コミュニケーションのネットワークを確保する能力や、サイバー空間における脅威に対抗する能力、サイバー空間へのアクセスを保証する能力など、国防総省のサイバー空間における種々の能力を改善することが期待されている。また、これらのUSCYBERCOMの取り組みは、国防総省のみならず軍本体についても、防衛面においては各種の兵器プラットフォームをサポートする役割を担っている指揮・管理システムやサイバー空間インフラを（敵対国・敵対者による）混乱・侵入・攻撃から守ることにより、加えて攻撃面においても、ハイテンポかつ実戦的な作戦を確実に遂行するために必要な支援を提供することにより、各軍の作戦行動能力をサポートすることが期待されている。

## 配下の部隊
USCYBERCOMはいくつかの実働部隊によって構成されている。これらの部隊は、陸軍・海軍・空軍・海兵隊の四軍においてサイバー戦を担当している部隊であり、USCYBERCOMにおいても与えられた統合任務を遂行する。
- 陸軍サイバーコマンド（ARCYBER）（英語版）（陸軍）
  - アメリカ陸軍ネットワーク技術コマンド（英語版）
  - アメリカ陸軍第1情報戦コマンド（地上担当）（英語版）[11] - サイバー空間活動以外の分野については下記陸軍諜報・保全コマンドの隷下におかれる。
  - 陸軍諜報・保全コマンド（INSCOM） - サイバー関連作戦の実行にあたって、陸軍サイバーコマンド（ARFORCYBER）の指揮・監督を受ける[12][13][14]。アメリカ国家安全保障局により統括される中央保安部（CSS）（英語版）を構成する部隊の一つ。
- 艦隊サイバーコマンド（英語版）／第10艦隊（海軍）[15][16]
  - アメリカ海軍ネットワーク戦コマンド（英語版）
  - 海軍サイバー防衛作戦コマンド（Navy Cyber Defense Operations Command）
  - 海軍情報作戦コマンド（Naval Information Operation Commands）
  - 艦隊サイバーコマンド隷下の複数の合同任務部隊（Combined Task Forces）
- 第16空軍（英語版）（空軍）[17]
  - 第67サイバー空間航空団（英語版）
  - 第70情報・監視・偵察航空団（英語版）
  - 第688サイバー空間航空団（英語版）
- 海兵隊サイバー空間コマンド（英語版） (海兵隊)[18]

## 本拠地とリーダーシップ

### 本拠地
USCYBERCOMの司令部・本部は、メリーランド州のフォート・ミード陸軍基地に置かれている 。フォート・ミード陸軍基地には、国家安全保障局やAFNなどいくつかの連邦政府や軍関係の施設・機関が既に置かれていることで知られており、地元メリーランド州選出のバーバラ・ミクルスキ（Barbara Mikulski）上院議員（民主党）がこの場所を本拠地に推薦した。

### リーダーシップ
USCYBERCOMの初代司令官には、国家安全保障局/中央保安部のキース・B・アレクサンダー長官（当時は陸軍中将）が、中将から大将への昇任人事と併せて推薦された。この推薦人事は2009年10月16日に国防総省から発表され、2010年5月7日にアメリカ合衆国上院の承認を受けた 。この承認に伴って、アレクサンダー中将はサイバー軍の公式始動日である2010年5月21日付で大将に昇任すると共に、国家安全保障局/中央保安部長官との兼任という形で初代USCYBERCOM司令官に就任した。昇任および就任の式典は、同日フォート・ミード陸軍基地で挙行されたUSCYBERCOMの活動開始式典（前述）と併せて行われた。
また副司令官には、プログラム・プログラム資源担当海兵隊副司令官補（Assistant Deputy Commandant for programs and resources (programs)）を務めていたロバート・E・シュミドル Jr.海兵隊中将（Lieutenant General Robert E. Schmidle Jr.）が、少将から中将への昇任と併せて補職され、これを務めている（2010年6月30日に国防総省から指名・推薦発表、同年8月5日に上院承認）。なお、シュミドル副司令官はかつて沖縄県に本拠地を置く第1海兵航空団の司令官を務めた経験を持つ人物である。この他の主要な役職では、スザンヌ・M “ザン” ヴォートリノット空軍少将（Major General Suzanne M. "Zan" Vautrinot）が、サイバー空間作戦に関する基本方針・政策や戦闘教義、組織体制、作戦能力、（予算配分や調達などの）各種要求など、USCYBERCOMの主要な諸問題について改善・調整作業を担当する計画・政策部長に就任した。

### 歴代司令官などの一覧

#### 歴代司令官
- キース・B・アレクサンダー陸軍大将 - 2010年5月21日より2014年3月28日まで[27]
- マイケル・S・ロジャーズ海軍大将 - 2014年4月3日より2018年5月3日まで
- ポール・M・ナカソネ陸軍大将 - 2018年5月4日より2024年2月2日まで
- ティモシー・D・ホー空軍大将 - 2024年2月3日より2025年4月3日まで

#### 歴代副司令官
- ロバート・E・シュミドル Jr.海兵隊中将 - 航空担当副司令官へ異動。F-4 ファントムIIおよびF/A-18 ホーネットの飛行士（Aviator）出身。
- ジョン・M・デイヴィス海兵隊中将 - AV-8A ハリアーおよびAV-8B ハリアーIIの飛行士出身。他にヘリコプターの飛行士としての勤務経験もある。

#### 歴代参謀長
- デイヴィッド・N・センティ空軍少将 - 2009年9月（USCYBERCOM始動前）から2011年9月27日まで在任。本任務を最後に同年10月1日付で退役[28]。
- マーガレット・D・“ペグ”・クレイン海軍少将 - 2011年9月27日より現任。E-6 マーキュリーおよびEC-130の飛行士出身。前任務は第5遠征打撃群司令官。

#### 計画・政策部（第5部）部長
- スザンヌ・M “ザン” ヴォートリノット空軍少将 - 2010年5月から同年12月まで在任。本任務の後、空軍副参謀総長付特別補佐官を経て現在は第24空軍司令官を務める。
- ジョージ・J・アレン海兵隊少将 - 2010年12月より2012年まで在任。本任務を最後に退役。
- ジェニファー・L・ナッパー陸軍少将 - 2012年より現任。陸軍の通信・信号士官出身。前任務は陸軍通信技術コマンド（NETCOM）司令官[29]。

## 懸念
アメリカ軍や連邦政府がサイバー軍を創設し、本格的にサイバー戦・サイバー空間防衛対策に乗り出すということは、様々なメリットや効果を期待することができる反面、懸念・懸案も多く存在する。

### 文民部門との関係についての懸念
サイバー軍新設に関する懸念・懸案として主に挙げられるのが、軍隊組織であるサイバー軍と、民間セクターや連邦政府など文民部門との関係についての問題である。

#### サイバー防衛への軍の関与による文民部門への悪影響について
この種の懸念・懸案の1つとして挙げられるのが、「サイバー軍創設によって、国防総省とNSAが文民部門によるサイバー防衛へのいかなる努力・取り組みの効果も弱めてしまうのではないか。」というものである。
実際、コンピュータセキュリティ関連の諸事業や研究を行うサンズ研究所（SANS Institute）の研究部長アラン・ポーラーは、公的機関関連のIT情報について扱うニュースサイト「GCN」（Government Computer News）の記者に対して、サイバー軍の新設を「壮大な計画だ。」と評したうえで、「サイバー軍の創設は、（アメリカ軍がサイバー空間における）攻撃能力を有することを周知させることにより、また（軍内部でのサイバー空間作戦を行う能力の）相互運用性や情報の共有性・視認性を向上させる効果を有していることにより、サイバー防衛を可能にするものだ。」とサイバー軍の新設を概ね肯定的に評価しつつも、同時に「1つ否定的側面を挙げるならば、新部隊はNSAの情報保証部門を強く軍事化する可能性があり、NSA情報保証部門の強い軍事化は、サイバーセキュリティにとって重要な官民の協力・協働関係による新たな取り組みの実現を妨げてしまう可能性がある。」と述べ、懸念を示している 。

#### サイバー軍と文民部門の協力・協働体制について
サイバー軍の活動について、文民部門におけるサイバー防衛の努力・取り組みへの悪影響を懸念する声がある一方で、同種の疑問・懸念として、そもそも「サイバー軍の活動は文民部門によるサイバー防衛の努力・取り組みを助けることになるのか。」という疑問・懸念も指摘されている。
これは、民間セクターとの関係で言えば、「万が一文民部門の重要インフラに対するサイバー攻撃が行われた場合、サイバー軍はどのような状況において、どういう風に民間と協力・協働していくのか。」という問題である。
また、対民間のみならず、アメリカ連邦政府内でサイバー防衛を所管する機関、特に国土安全保障省との権限関係について問題・懸念を指摘する声もある。特に一部の専門家からは、サイバー軍の新設によって国防総省とNSAが、これまで国土安全保障省と分担する形で行ってきた全国のコンピュータ・ネットワークを保護する取り組み・活動を独占しようとしているのではないかという疑念が示されている。実際、政策シンクタンクである戦略国際問題研究所（CSIS）に所属するサイバーセキュリティの専門家、ジェイムズ・A・ルイスは『ワシントン・ポスト』紙のインタビューに対し、「（ライバルとなるはずの）国土安全保障省の力が弱いうえに、新設されるサイバー軍の能力・権限が強化されることにより、国防総省は戦わずしてコンピュータネットワーク保護活動において独占的な地位を得ることになるのだろうか。」と疑問を呈している。そのうえでルイスは、「私は、国防総省はそのような事態になることを避けようとするだろうと思うが、権限の所在の問題は依然不明確なまま存在している。（トップレベルドメインで言うところの）“.mil”のドメインを持つネットワーク空間の外で活動することについて、国防総省に一体どういう権限があるのか。」と述べ、国防総省がいわゆる“.mil”のドメインを持つネットワーク空間以外でも活動することに否定的な見解を示している。実際には、オバマ政権では文民部門のコンピュータネットワークの監視・保護について、サイバー軍ではなくサイバーセキュリティ・コーディネーターという職務・ポストを創設する計画が示されているが、過去に連邦政府が同種の問題が生じた際にとってきた対応を理由に、依然として国防総省とNSAによる全国のコンピュータネットワーク保護活動独占を警戒する専門家もいる。
この点について、国防総省側ではウィリアム・リン国防副長官が2009年11月12日に行ったスピーチの中で、「この部隊（新設されるサイバー軍）は、国防総省の全ネットワークの日々の防御と保護を指揮することになるだろう。彼らは国防総省のネットワーク、（すなわちトップレベルドメインで言うところの）“.mil”のドメインを持つネットワーク空間に関して責任を負うことになる。（一方で、）連邦政府のうち（軍を除く）文民部門のネットワーク、（すなわちトップレベルドメインで言うところの）“.gov”のドメインを持つネットワーク空間についての責任は国土安全保障省にあり、それが本来あるべき状態である。」と述べ、文民部門への国防総省・サイバー軍の活動範囲拡大を否定している。また、サイバー軍の設立が公表された経緯について一部の専門家からは、本来であれば前週にスピーチの中で公表されるはずだったサイバー軍新設の公表が、予定より1週間遅れで、しかもスピーチではなく覚書という形で公表されたことについて、前述の国防総省とNSAによる全国のコンピュータネットワーク保護活動独占への懸念に対して、国防総省がその懸念を沈静化させる意図で行ったものでないかとする見立てもなされている。

### 既存の軍組織との関係について
サイバー軍の活動については、陸軍・海軍・空軍の三軍など既存の軍組織との関係について、特に軍内部の指揮官たちから疑問や懸念を示す声もある。
アメリカ陸軍士官学校の教官で、同校のサイバーセキュリティ研究センターのセンター長も務めるグレゴリー・コンティ陸軍中佐（Lieutenant Colonel Gregory Conti）と、陸軍ネットワーク戦大隊（Army Network Warfare Battalion）の初代司令官を務め（2008年7月 - 2010年7月）、2010年7月からはサイバー軍司令官直属活動グループ（US Cyber Command Commander's Action Group）のメンバーを務めるジェン・イースタリー陸軍中佐（Lieutenant Colonel Jen Easterly）の2人は、軍事雑誌『スモール・ウォー・ジャーナル』（Small Wars Journal）に寄稿した共同論文『不遇な環境下にありながらのサイバー戦担当兵士の採用・育成・保持』（“Recruiting, Development, and Retention of Cyber Warriors Despite an Inhospitable Culture”）の中で、陸軍・海軍・空軍の既存の三軍の文化は、基本的にサイバー戦争の文化とは互換性がないと主張し、軍の4番目の部門としてサイバー戦争部門の新設を提案した。
また、前述のコンティ中佐は陸軍研究・開発・技術コマンド（United States Army Research, Development and Engineering Command）の参謀長を務めるジョン・“バック”・スルドゥ陸軍大佐（Colonel John "Buck" Surdu）とも共同で、国防総省の情報分析機関の1つである「情報保証技術・分析センター」（Information Assurance Technology Analysis Center）が発行するニュース・レター『IANewsletter』に同様の趣旨の特集記事を寄稿している。コンティ中佐とスルドゥ大佐はその中で、「陸・海・空の主要三軍は動的な戦争に適するように設置され、彼らは射撃技術や肉体的な強さ、飛行能力、敵の砲火の中における部隊統率力などの技能に価値を置いている。」と述べたうえで、「不運なことに、これらの技能はサイバー戦争では意味をなさない。」と述べている。また彼らは、軍の制服にサイバー戦争に関する技術的な専門知識を讃える勲章もバッジもないことを例に挙げ、既存の三軍の中ではサイバー戦争に関する技術的専門知識に高い価値が置かれていないと指摘。「結論として、サイバー空間で戦闘を行い、勝利するという任務は軍事組織を必要とする軍事的任務の1つであって、その軍事組織は、高度な技能を持ったサイバー戦争（専門の）兵士を募集し、訓練し、維持することが可能な組織でなければならない。」とサイバー戦争専門の軍事組織の必要性を述べている。
その上で、コンティとスルドゥは結論として「有能かつ有効なサイバー部門を、陸軍・海軍・空軍という既存の三軍と並び立つ形で新設することは、合衆国に我々の技術的インフラを防御する能力と攻撃的作戦を遂行する能力を与えてくれるだろう。おそらく今後より重要になるであろうこの能力の存在は、合衆国の敵に対する強力な抑止力として働くだろう。」と述べている。
サイバー攻撃に応じるための軍の権利に関する懸念に対応して、Alexander大将はアメリカ合衆国議会の前での彼の認証聴聞会に先立ち、「合衆国はサイバー攻撃に対して迅速かつ強力に応酬しなければならない。また脅威に対抗または無能力化をすべきである。それは攻撃者の正体が不明である場合ですらすべきである」と述べた。これは、サウジアラビアでの政府運営の過激派ハニーポットを破壊する2008年の作戦のような出来事に応じたものであった。
「この新たなU.S.サイバー軍は、軍事資産保護と個人のプライバシー保護の間の均衡を計算する必要がある。」国防総省の報道でAlexanderは述べた。もし承認されるなら、Alexanderは、彼の主眼はネットワークを保全する能力と機能の構築と、部隊の目的を公に啓発することである、と言った。
「この部隊はサイバー空間を軍事化するための試みに関するものではない」と彼は言った。「むしろ、それは我々の軍事資産の保護に関するものである。」

## 影響
U.S.サイバー軍の創設は、他国を刺激して同じ舞台に上げることが見受けられる。2009年12月に、韓国はサイバー戦争コマンドの創設を公表した。 報道によるとこれは北朝鮮のサイバー戦争ユニット創設に対応するものである。加えて、イギリスの政府通信本部（GCHQ）はサイバーフォースの準備を始めた。加えて、近年のサイバー戦争への軍事的興味のシフトは、first U.S. Cyber Warfare Intelligence Centerの創設の動機になった。2010年に、中華人民共和国はUSCYBERCOMの創設に対応して、守備的サイバー戦争と情報セキュリティに専念する最初の部門を導入した。